# Hückelhoven
Hückelhoven (vormals Hückelhoven-Ratheim) ist eine Stadt im Kreis Heinsberg in Nordrhein-Westfalen, nahe der Grenze zu den Niederlanden.
Hückelhoven verdankt dem Steinkohlenbergbau seine Entwicklung vom Dorf zur Stadt; 1914 wurde die Zeche Sophia-Jacoba eröffnet. 1997 wurde diese Zeche (als letzte im Aachener Revier) geschlossen.

## Geographie
Hückelhoven liegt überwiegend in der Niederung des Flusses Rur und in der Baaler-Wassenberger Riedellandschaft. Der Ortsteil Brachelen befindet sich auf der Aldenhovener Lößplatte.

### Gewässer
- Rur
- Adolfosee bei Ratheim
- Kapbuschsee bei Brachelen mit Freibad
- Baggersee und Baaler Bach bei Baal
- Gerderather Bach, mündet bei Ratheim in die Rur
- Golkrather Bach, mündet bei Millich in die Rur
- Malefinkbach bei Rurich
- Teichbach bei Brachelen

### Geologie
Steinkohlenflöze des Brüggen-Erkelenzer Horstes liegen im Untergrund. Die Stadt gehört zum Aachener Revier. Sande und Kiese, angelagert von der Rur, werden im Grundwasserbereich abgebaggert, hierdurch sind große Baggerseen entstanden. Der tiefste Punkt Hückelhovens liegt mit rund 40 m über NN an der Rur bei Ratheim; der höchste Punkt liegt mit 100 m über NN am Rand des Rurgrabens zwischen Ratheim und Kleingladbach. Allerdings ragen zwei in der Zeit des Bergbaus entstandene Abraumhalden mit 120 m (Millicher Halde) bzw. 140 m über NN (Ratheimer Halde) noch weit darüber hinaus.

### Nachbargemeinden
Die Nachbargemeinden werden im Uhrzeigersinn, beginnend im Norden aufgeführt: Stadt Erkelenz, Stadt Linnich, Stadt Geilenkirchen, Stadt Heinsberg und Stadt Wassenberg. Linnich gehört zum Kreis Düren, die anderen Städte liegen alle im Kreis Heinsberg.

### Stadtgebiet

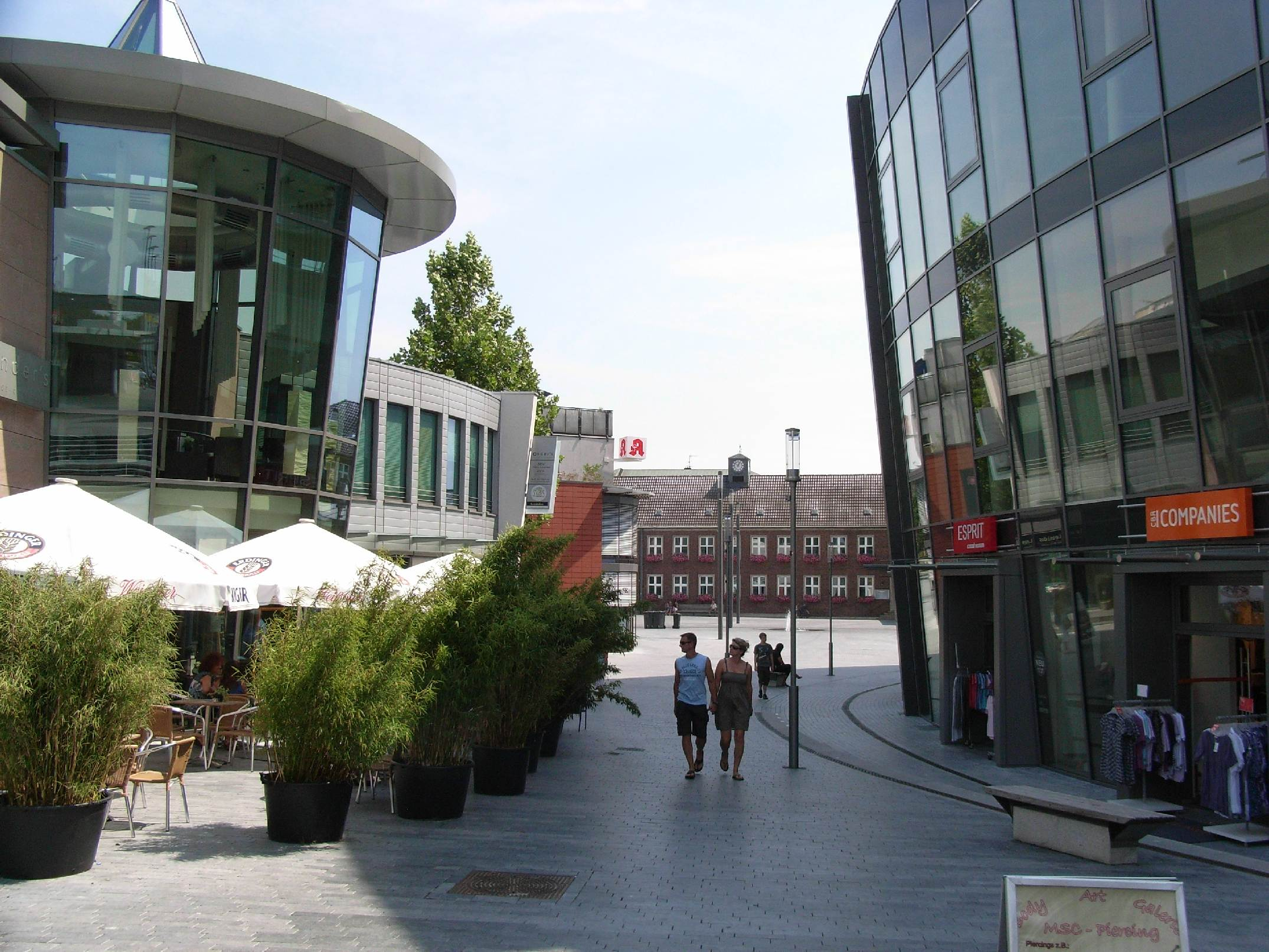
Blick vom HC zum Alten Rathaus

Das Hückelhovener Stadtgebiet hat eine Ausdehnung in Nord-Süd-Richtung von rund 10 km von Altmyhl bis Brachelen und in Ost-West-Richtung von rund 6 km von Hilfarth bis Baal bzw. Ratheim bis Kleingladbach. So kommt es auf eine Gesamtfläche von 61,27 km². Das Stadtgebiet ist in folgende 11 Ortsteile unterteilt.
- Altmyhl
- Baal
- Brachelen
- Doveren
- Hilfarth
- Hückelhoven
- Kleingladbach
- Millich
- Ratheim
- Rurich
- Schaufenberg

## Geschichte
Der Ortsname Hückelhoven mit seiner Ortsnamensendung auf -hoven spricht für eine Gründung in der karolingischen bis spätkarolingischen Zeit (8./9. Jahrhundert). Bescheidene Grabfunde vom Nordrand der Stadt aus dem 6. Jahrhundert zeugen jedoch von einem Siedlungsbeginn bereits im frühen Mittelalter.
Im Jahre 1221 wird ein Sibertus de Hukelhoven in einer Urkunde des Klosters Dalheim erwähnt. 26 Jahre später (1247) taucht ein Ritter Reinard von Hückelhoven, Reynardo milite de Hukilhoven in einer Urkunde auf, welcher Haus Hückelhoven erbauen ließ. 1350 erscheint das Haus Hückelhoven (Heukelhoven) in einem Lehnsverzeichnis der Herrschaft Wassenberg. Es wird ein Ludwig Mulstroe um 1470 mit dem Hof Hückelhoven belehnt. Ende des 16. Jahrhunderts wird dieser Hof baulich umgestaltet, es entsteht ein zweigeschossiger Ziegelbau, „die Burg“.
Der Ort gehörte im Mittelalter und in der Frühen Neuzeit zum Gericht Doveren im Amt Wassenberg des Herzogtums Jülich. 1798 wurde Hückelhoven von der französischen Verwaltung zur Mairie (Bürgermeisterei) erhoben, 1799 wurden die benachbarten Orte Hückelhoven und Doveren zur Mairie Doveren zusammengelegt. 17 Jahre später (1816) wurde diese Einteilung unter preußischer Herrschaft beibehalten, Hückelhoven gehörte nun zur preußischen Bürgermeisterei Doveren.

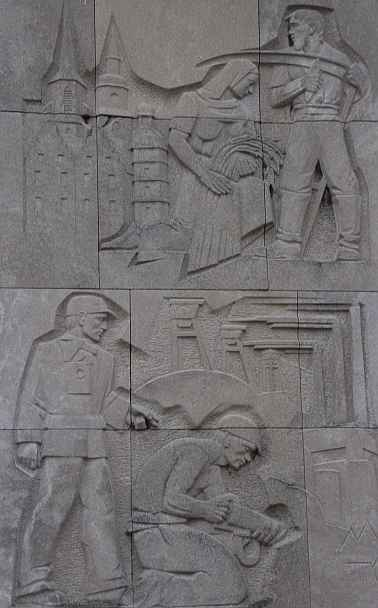
Wandrelief am Rathaus

1935 wurde die neue Gemeinde Hückelhoven aus den Orten Hückelhoven, Hilfarth, Ratheim, Millich, Schaufenberg und einem Teil von Kleingladbach gebildet. Am 7. Januar 1950 erhielt sie den Namen Hückelhoven-Ratheim. Erst 1969 wurde die damalige Gemeinde Hückelhoven-Ratheim zur Stadt erhoben. Am 1. Januar 1972 wurden die Gemeinden Baal, Brachelen, Doveren, Rurich und die Ortschaft Altmyhl eingemeindet. Rechtsgrundlage für die Eingemeindung war das Gesetz zur Neugliederung der Gemeinden und Kreise des Neugliederungsraumes Aachen vom 14. Dezember 1971, kurz Aachen-Gesetz.
Ende Oktober 1944 errichtete die Gestapo in Hückelhoven ein „Arbeitserziehungslager“, ein „Notgefängnis“. Mehrere Personen, darunter Zwangsarbeiter, wurden erschossen.
Die Stadt ist eine ehemalige Zechenstadt, in der die lange Zeit modernste Steinkohlenzeche Europas, die Gewerkschaft Sophia-Jacoba, etwa 80 Jahre lang das Stadtbild und den Lebensstil prägte. Die Zeche wurde am 27. März 1997 geschlossen. In der Folge erlebte Hückelhoven einen raschen und teilweise dramatischen Wandel. Bedingt durch die Zechenschließung lag der prozentuale Arbeitslosenanteil zunächst deutlich über dem Bundesdurchschnitt. Ein erstes richtungsweisendes Ziel zur Attraktivitätsverbesserung der Innenstadt wurde durch den ansprechenden Umbau der „Alten Post“ an der Parkhofstraße zu einem belebten Geschäfts- und Dienstleistungszentrum durch private Investoren verwirklicht. Im Herbst 2004 wurde in Hückelhoven das „Hückelhoven-Center“ eröffnet, das seitdem viele Menschen in die Stadt an der Rur zieht. Auf dem Wildauer Platz entstanden neue Geschäfte, Büroräume und Arztpraxen, die im April 2010 fertiggestellt wurden.

### Religionen
In den meisten Ortschaften befindet sich eine katholische Kirche.
Im 16. Jahrhundert bildete sich eine kleine Gemeinde, die der Täuferbewegung nahestand. Hieraus entstand später eine reformierte Kirchengemeinde, die 1688 in Hückelhoven eine Kirche baute. Der heutige Kirchenbau stammt aus den Jahren 1890/91. Die evangelische Kirchengemeinde Hückelhoven unterhält des Weiteren Kirchen in Hilfarth und Schaufenberg. Eine zweite evangelische Gemeinde befindet sich in Baal.
Bedingt durch den Zuzug der Zechenarbeiter bildeten sich im 20. Jahrhundert neue religiöse Gemeinschaften im Stadtgebiet. So existieren heute Gemeinden der Baptisten, der Freien Apostolischen Pfingstgemeinde, der Neuapostolischen Kirche und der Zeugen Jehovas.
In den 1970er Jahren gründeten türkische Gastarbeiter eine muslimische Gemeinde, die sowohl in Hückelhoven als auch in Schaufenberg eine Moschee unterhält.

### Eingemeindungen
Im Rahmen des Gesetzes zur Neugliederung der Gemeinden und Kreise des Neugliederungsraumes Aachen, vom 14. Dezember 1971, auch kurz Aachen-Gesetz genannt, wurden am 1. Januar 1972 die Gemeinden Baal, Brachelen, Doveren, Rurich und die Ortschaft Altmyhl eingegliedert. Die Gemeinde erhielt den Namen Stadt Hückelhoven. Die Gemeindefläche wuchs so von 27,48 km² auf 60,40 km² und die Bevölkerungszahl von 24.691 auf 34.072 Einwohner.

### Einwohnerentwicklung
1863 hatte das damalige Dorf 734 Einwohner, 1900 war die Bevölkerung auf 637 Einwohner zurückgegangen. 1918 war sie, nachdem kurz vorher die Zeche gegründet worden war, auf 727 Einwohner gestiegen. 1930 betrug die Bevölkerungszahl 4692. Heute leben etwa 10.200 Menschen in Hückelhoven. Insgesamt wohnen rund 40.000 Einwohner in der Stadt und ihren Ortsteilen.
Das Bevölkerungswachstum wurde durch die Zeche verursacht, bis um 1960 zogen Bergleute aus anderen Teilen Deutschlands hierher, so aus dem Ruhrgebiet und Fulda. Nach 1960 warb die Zeche im Ausland, vor allem in der Türkei um Arbeitskräfte und die ersten Gastarbeiter kamen nach Hückelhoven. 46 Nationen waren auf der Zeche beschäftigt.
Heutzutage ist Hückelhoven als Wohnort aufgrund der guten Verkehrsanbindung an die Ballungsgebiete von Rhein und Ruhr attraktiv, aber auch im Zusammenhang mit relativ günstigen Grundstückspreisen. Die Stadt Hückelhoven und der Kreis Heinsberg zählen zu den wenigen Städten bzw. Kreisen in Nordrhein-Westfalen, die weiterhin eine anwachsende Einwohnerzahl haben.
Zum 30. Juni 2014 zählte die Stadtverwaltung 40.257 Einwohner.

## Politik

### Stadtrat
Die Tabelle zeigt die Sitzverteilung im Rat nach den Kommunalwahlen seit 2014:

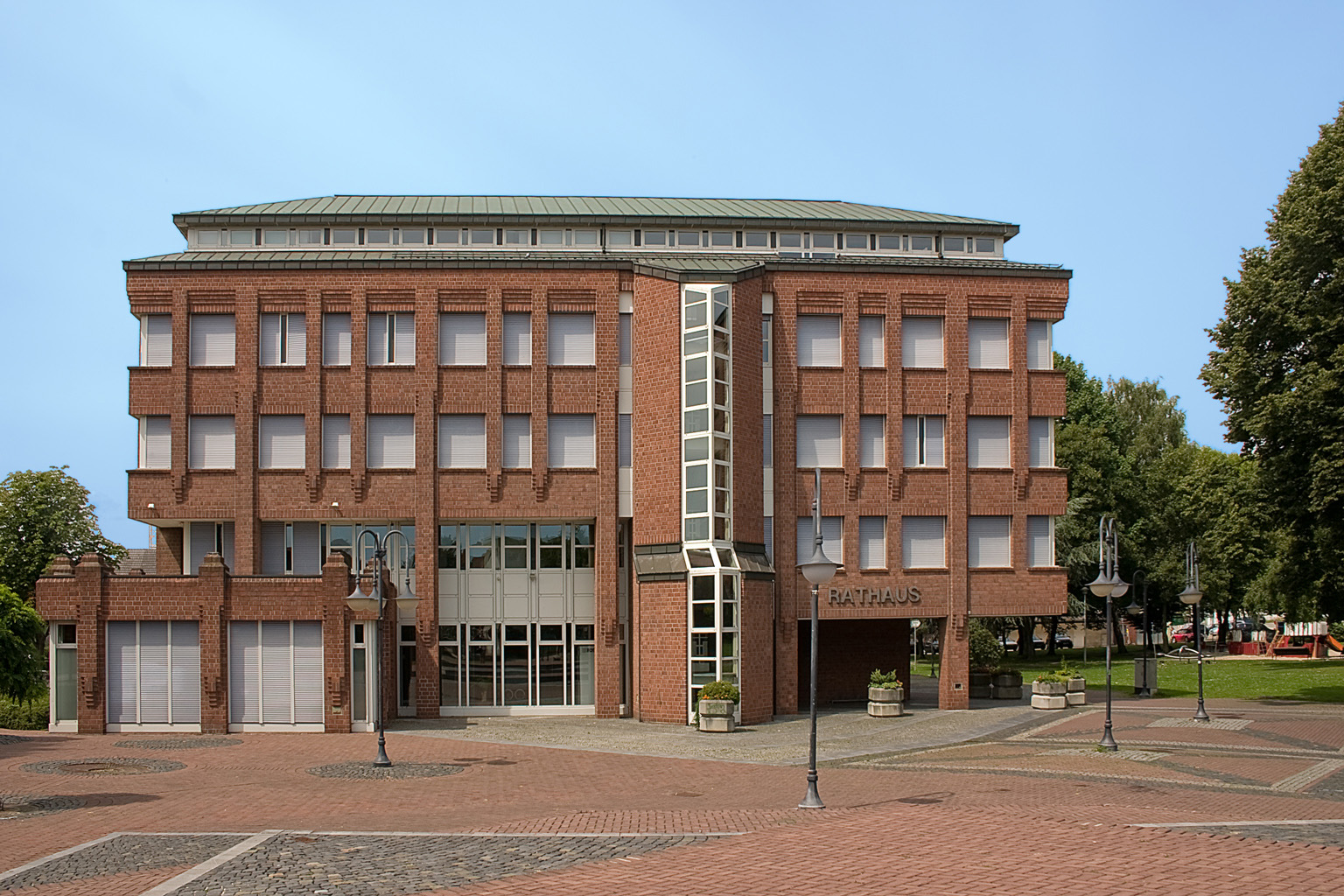
Rathaus der Stadt

| Partei/Liste | Sitze | Sitze |
| Partei/Liste | 2020  | 2014  |
| ------------ | ----- | ----- |
| CDU          | 26    | 26    |
| SPD          | 6     | 10    |
| GRÜNE        | 7     | 3     |
| LINKE        | 1     | 2     |
| FDP          | 2     | 1     |
| FW           | 1     | 1     |
| NPD          | 1     | 1     |

### Wappen
Der Stadt ist mit Urkunde des Regierungspräsidenten vom 25. Oktober 1972 das Recht zur Führung eines Wappens verliehen worden.
Blasonierung:„In schwarz eine silberne (weiße) Leiste, begleitet oben von vier sechsstrahligen silbernen (weißen) Sternen – unten von einem silbernen (weißen) Schlegel, der von einem gleichfarbigen Eisen gekreuzt wird.“
Bedeutung: Die Sterne stehen für die vier ehemaligen Gemeinden Alt-Hückelhoven, Ratheim, Hilfarth und Kleingladbach. Sterne wurden gewählt, weil im Wappen der Herren Ollmissen von Haus Hückelhoven ein sechszackiger silberner Stern gezeigt wird. Hammer und Schlägel stehen für den Steinkohlenbergbau in der Stadt. Der Querbalken stammt aus dem Wappen des Dynastengeschlechts derer von Hückelhoven.

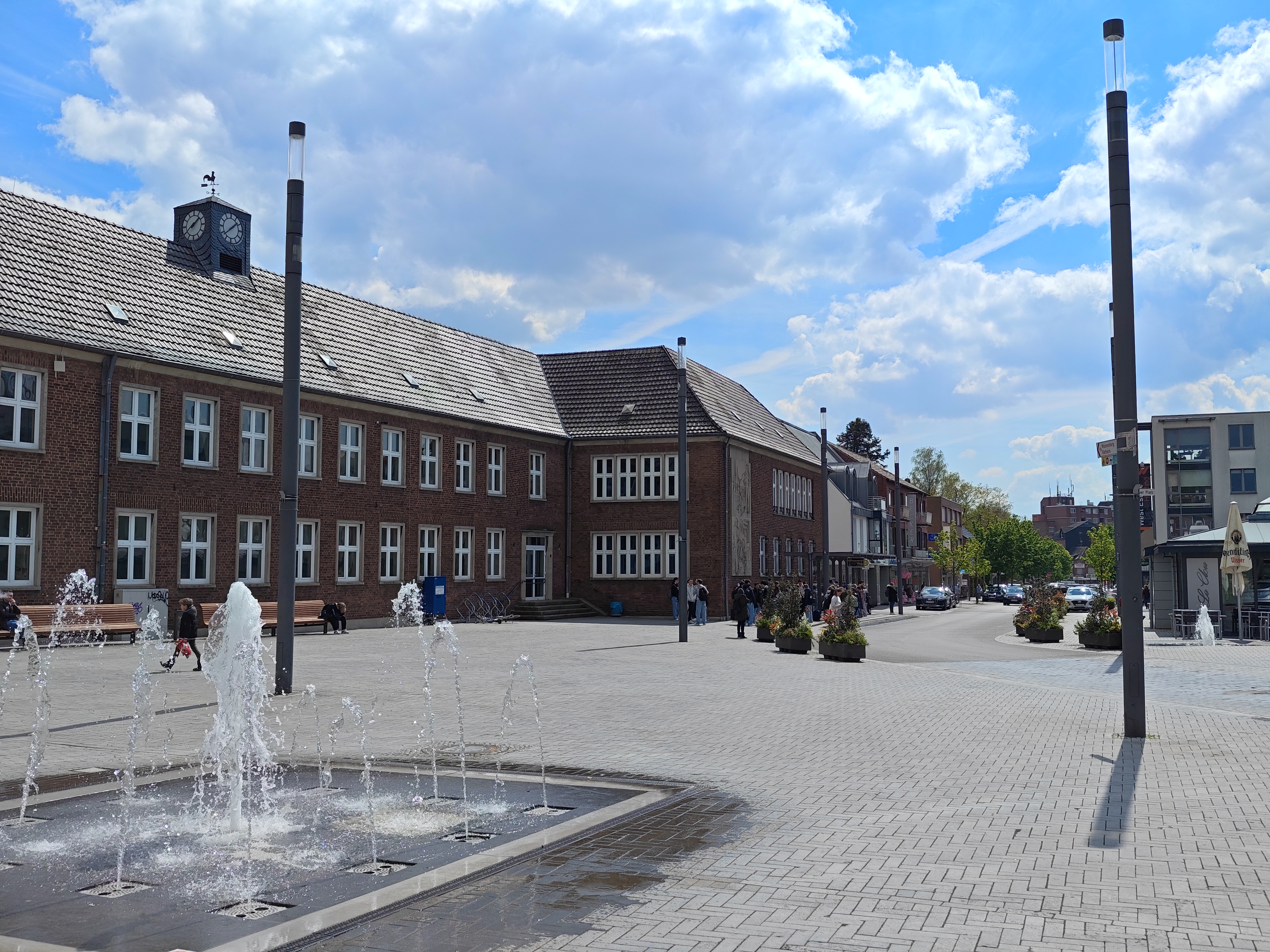
Die Parkhofstraße und das „Alte Rathaus“

### Städtepartnerschaften
Hückelhoven unterhält Partnerschaften mit dem britischen Hartlepool (seit 1973), mit dem französischen Breteuil-sur-Iton (seit 1987) sowie eine Städtefreundschaft mit der brandenburgischen Stadt Wildau (seit 1991).

## Kultur und Sehenswürdigkeiten

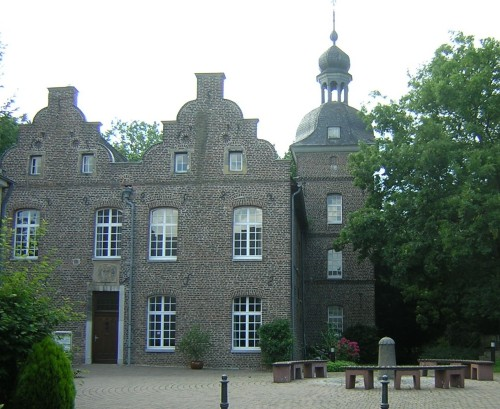
Das Haus Hückelhoven

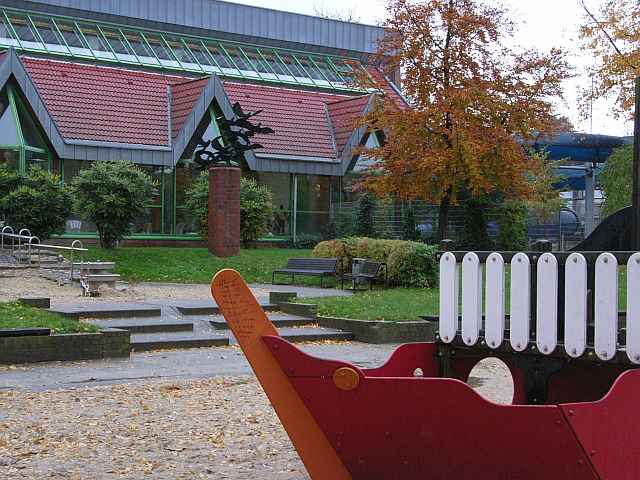
Das Hallenbad von Hückelhoven

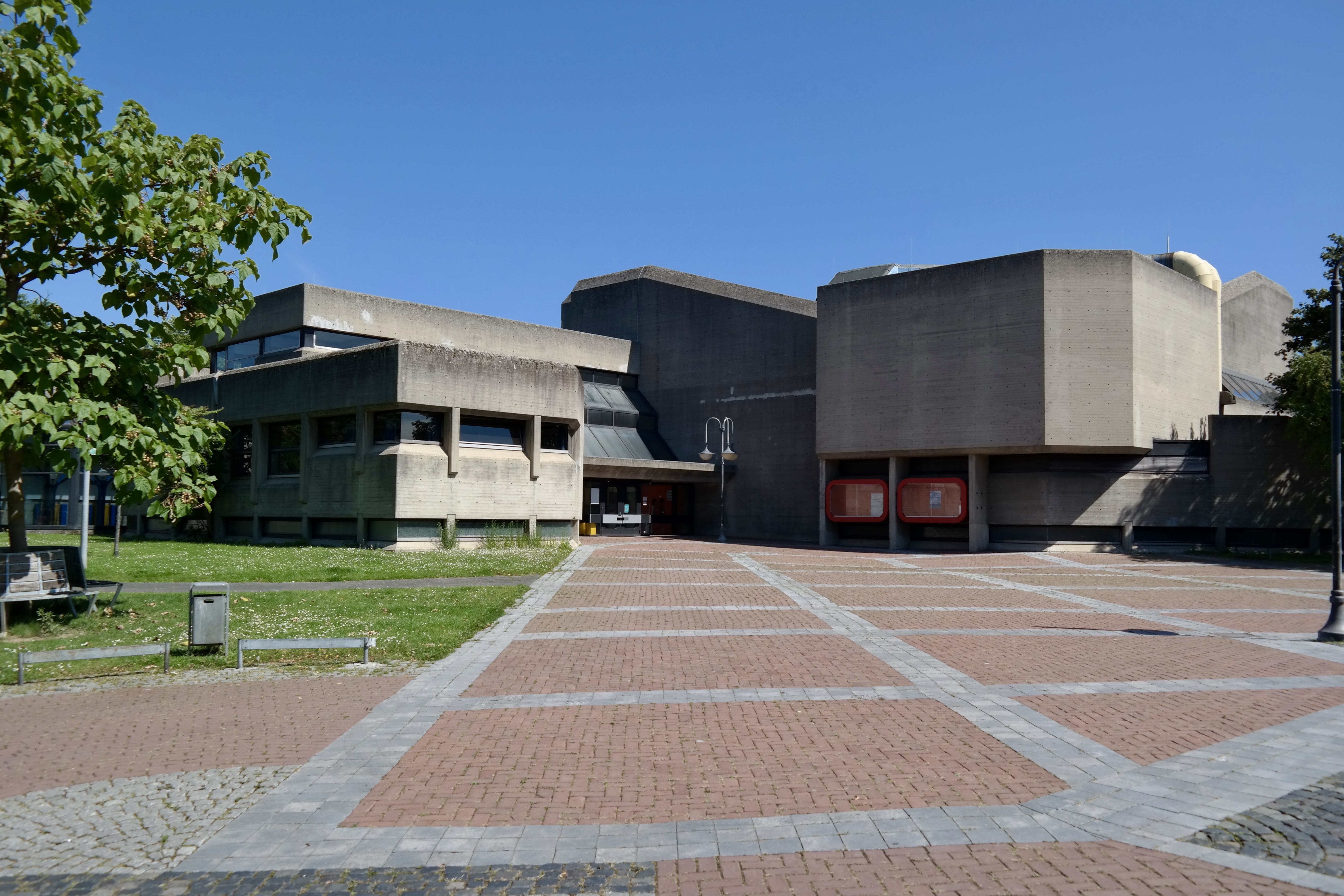
Aula des Gymnasiums Hückelhoven

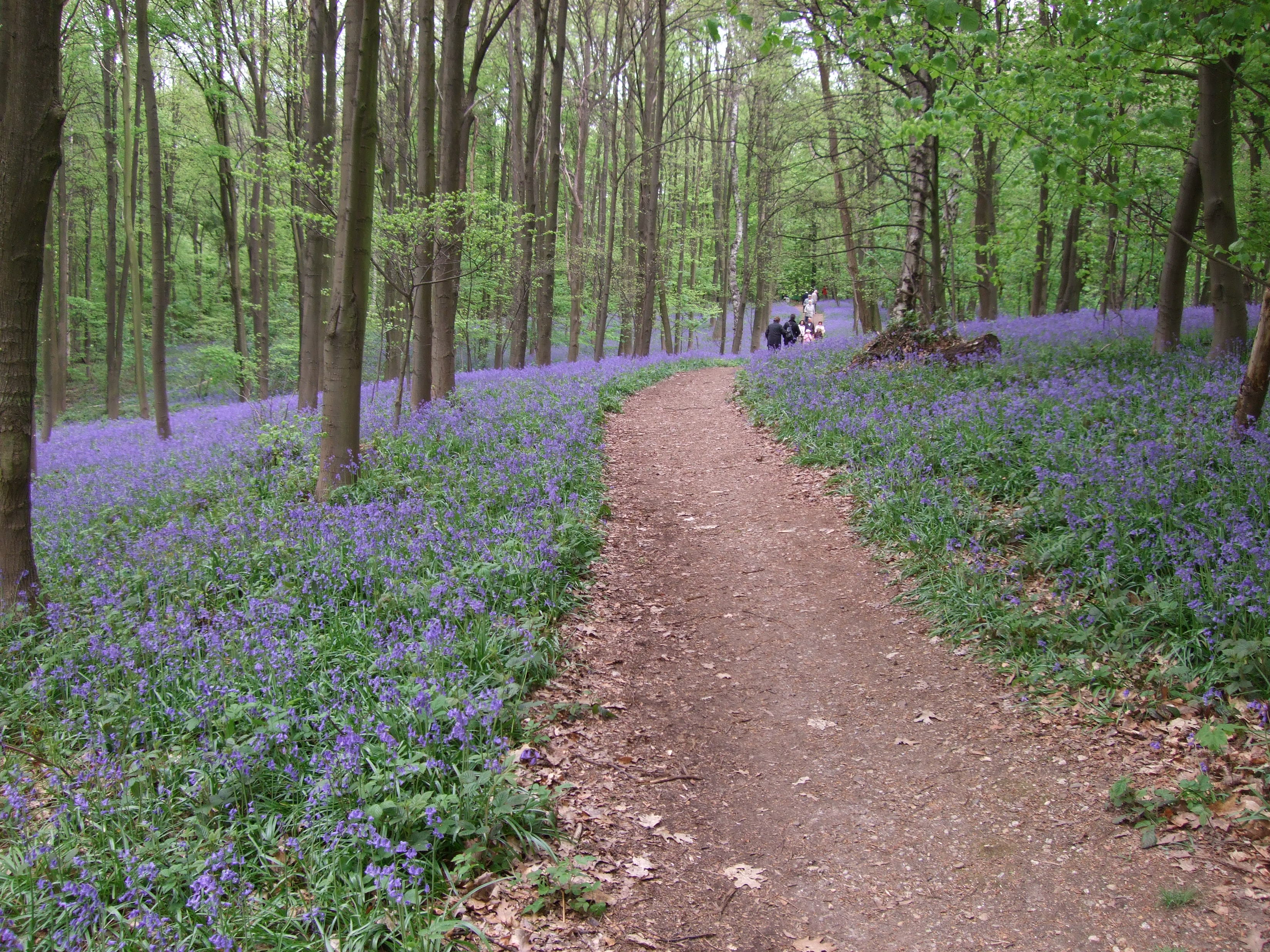
Der „Wald der blauen Blumen“

### Museen
- Mineralien- und Bergbaumuseum
- Besucherbergwerk Schacht 3
- Korbmachermuseum Hilfarth
- Opelmuseum Hückelhoven

### Bauwerke
- Haus Blumenthal, nur noch teilweise erhaltene Burganlage im Ortsteil Brachelen
- Gut Gansbroich, Hofanlage im Ortsteil Baal
- (Ritter-)Gut Grittern, ehemalige Wasserburg im Ortsteil Doveren.
- Haus Hall, Wasserschloss im Ortsteil Ratheim
- Haus Horrig, Burganlage im Ortsteil Brachelen
- Haus/Burg Hückelhoven, heute ein katholisches Pfarrzentrum
- Haus Kleinkünkel, gut erhaltenes Herrenhaus zwischen Doveren und Baal
- Mahrhof, ehemaliger Wirtschaftshof, bedeutend für die Geschichte der Stadt im Ortsteil Millich
- Schloss Rurich, reizvolles Herrenhaus mit englischem Park im Ortsteil Rurich
- Gut Wedau, Hofanlage zwischen den Ortsteilen Hilfarth und Brachelen
- Schacht 3 in Hückelhoven und Aussichtspunkt Millicher Halde
- Lokdenkmal für die Kohlenzeche Sophia-Jacoba
- Gymnasiums Hückelhoven (1974), ein markantes Bauwerk des Brutalismus

Kirchen
- evangelische Kirche, Hückelhoven[8]
- Pfarrkirche Sankt Johannes der Täufer, Ratheim
- katholische Kirche Sankt Barbara, Hückelhoven[9]
- katholische Pfarrkirche Sankt Lambertus, Hückelhoven[10]

### Flora
- Der „Wald der blauen Blumen“ zwischen Doveren und Baal
- Die Millicher Frucht (Streuobstwiese mit seltenen heimischen Apfel- und Birnensorten) in den Millicher Rurauen
- Wald Junkerberg zwischen Hückelhoven und Doveren
- Das Naturschutzgebiet Kapbusch (HS31)

## Sport
Tauchen und Segeln sind auf dem Adolfosee möglich, das Baden im Hallenbad (HÜBAD) Hückelhoven und dem Badesee Kapbusch.

### Radwege
Die Stadt ist in das Radwegenetz von Nordrhein-Westfalen eingebunden. Durch die Stadt führt der RurUfer-Radweg, der die höchste Erhebung des Hohen Venn mit der Mündung der Rur in die Maas verbindet, sowie die NiederRheinroute, die ein Radwegenetz über das gesamte Gebiet des Niederrheins von den Niederlanden bis Düsseldorf umfasst.

### Regelmäßige Veranstaltungen
- Großer Wochenmarkt rund ums Rathaus
- CityFest „Hückelhoven brummt!“ (jeweils am ersten Wochenende im September)
- Belgisch-Niederländisch-Deutsche-Filmtage Hückelhoven
- „Rur in Flammen“ im Stadtteil Hilfarth
- Hückelhovener Autokino-Nacht
- Weihnachtsmarkt „Hückelhoven weihnachtet“
- Trödelmarkt an Schacht 3
- Hückelhovener Kirmes
- WEP-Strom-Lauf im Spätsommer
- Crosslauf des TuS Jahn Hilfarth
- Sprintercup des TuS Jahn Hilfarth
- StreetFood-Festival
- „Hü(wo)men-Triathlon“
- Bierfest
- Pfingst-Rallye-Rurich (Oldtimer-Rallye) am Pfingstsonntag im Stadtteil Rurich
- „con brio“ Freunde der Kammermusik e. V. (regelmäßige Konzerte, ca. 6-mal jährlich, seit 1994)

Kino
- Corso-Filmpalast, Hückelhoven-Hilfarth[11]

## Infrastruktur

### Bahn

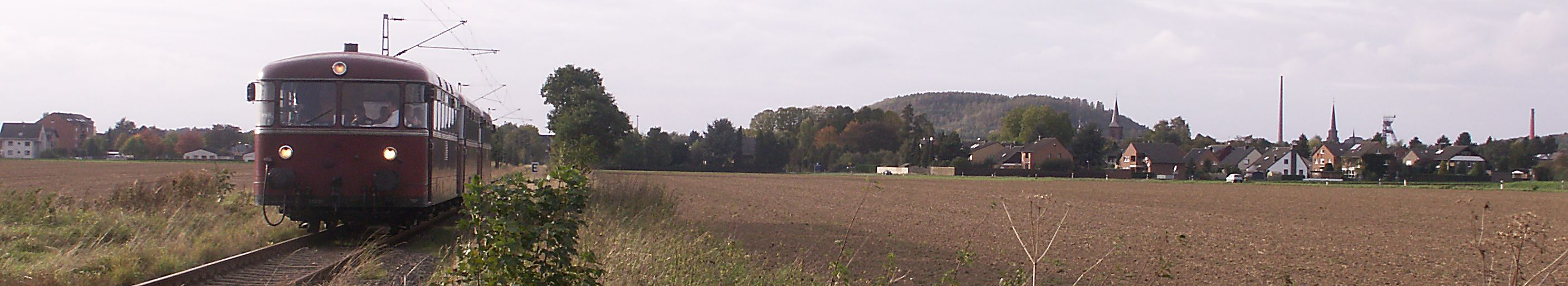
Hückelhoven: Links: Doverack, Bahnstrecke Jülich–Dalheim, Mitte: Abraumhalde, Rechts: Kirchturm u. Fördergerüst d. ehem. Zeche Sophia-Jacoba

1911 wurde die Bahnstrecke Jülich–Dalheim (Strecke Dalheim–Wassenberg–Ratheim–Hückelhoven–Baal) eröffnet. Im heutigen Stadtgebiet hatten Rurich, Baal, Doveren, Hückelhoven und Ratheim einen Bahnhof. 1968 wurde der Personenverkehr von Baal nach Jülich eingestellt, später auch für den Bereich Baal–Rurich–Linnich der Güterverkehr. Nach der Entfernung der Gleise führt heute ein Rad- und Wanderweg auf dem ehemaligen Bahnkörper.
Es gibt Überlegungen bei der Rurtalbahn, die wiedereröffnete Strecke Jülich–Linnich bis Baal zu verlängern, was einer Wiedereröffnung der alten Bahnstrecke gleichkommen würde.
Der Personenverkehr auf dem Abschnitt Dalheim–Baal wurde 1980 eingestellt. Die Zeche hatte einen eigenen Anschluss an das Bahnnetz. Heute wird diese Strecke von der Brikettfabrik genutzt. Der Aachener Verkehrsverbund sah ursprünglich in seinem Zielkonzept 2013 eine Reaktivierung der Strecke (Wassenberg –) Ratheim – Baal für den Personenverkehr vor. Diesen Plänen steht allerdings die Absicht der Stadt Hückelhoven gegenüber, die Strecke zum Bau einer Ortsumgehung teilweise zu überbauen, was eine spätere Reaktivierung verteuern würde.

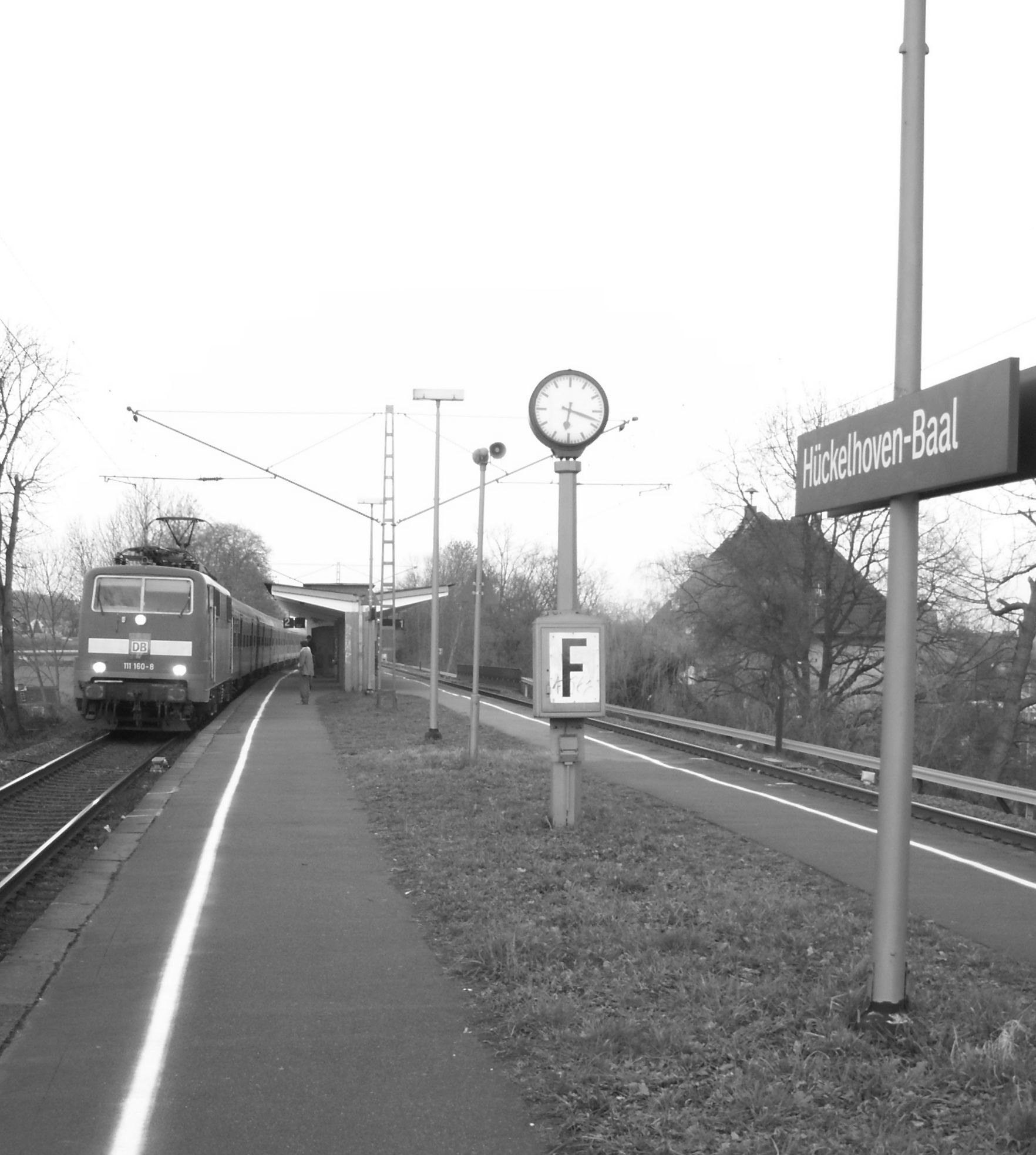
Regionalexpress im Bf Hückelhoven-Baal

Hückelhoven ist außerdem mit dem Haltepunkt Brachelen (Bahnhof der Kategorie 6) und dem Bahnhof Baal (Bahnhof der Kategorie 5) an die Eisenbahnlinie Aachen–Erkelenz–Mönchengladbach–Düsseldorf angebunden. Letzterer wird von rund 2000 Fahrgästen pro Tag benutzt und wurde aufgrund der Nähe zu Hückelhoven im Jahre 2002 in „Hückelhoven-Baal“ umbenannt. Der Bahnhof wird von Lokalpolitikern deshalb gerne als „Hückelhovener Bahnhof“ bezeichnet, was bei Baalern auf wenig Gegenliebe stößt. Der Bahnhof war sanierungsbedürftig und wurde von der Stadt umgebaut (u. a. Reaktivierung des Aufzugs). Der Bahnhof verfügt über zwei Bushaltestellen und einen P+R-Platz.

### ÖPNV
Zu den einzelnen Ortsteilen und Nachbarstädten bestehen Busverbindungen mit den AVV-Linien 401, 402, 406, 407, 495, SB 5, HÜ 1, HÜ 2 der WestVerkehr. Zusätzlich verkehrt in den Nächten von Freitag auf Samstag ein Disco-Bus nach Himmerich.
Zudem verkehrt der Multi-Bus seit dem 9. Juni 2024 kreisweit erweitert und zu einheitlichen Bedienzeiten. Mehr Informationen gibt es bei WestVerkehr.
| Linie     | Betreiber | Verlauf |
| --------- | --------- | --- |
| 401       | west      | Erkelenz Bf – Erkelenz ZOB – Scheidt – Granterath – Hetzerath – Doveren – Hückelhoven – Schaufenberg – Ratheim – (Dremmen Bf –) Oberbruch – Grebben – Heinsberg Kreishaus – Heinsberg Busbf                                                  |
| 402       | west      | (Erkelenz ZOB → Erkelenz Süd →) / (Erkelenz Bf ← Erkelenz Süd ←) Granterath – Baal Kirche – Baal Bf – Doveren – Hückelhoven – Millich – Ratheim – Dremmen Bf – Oberbruch – Grebben – (Heinsberg Kreishaus –) Heinsberg Busbf                 |
| 406       | west      | Erkelenz Bf – Matzerath – Houverath – Golkrath – Kleingladbach – (Ratheim – Millich –) Hückelhoven – Hilfarth – Brachelen – (Lindern Kirche → Lindern Bf → Linnich Markt) / (Linnich Schulzentrum –) Linnich-SIG Combibloc                   |
| 407       | west      | (Myhl –) Gerderath – Altmyhl – Ratheim – Millich – Hückelhoven (– Hilfarth – Himmerich – Randerath Bf – (Hoven – Kraudorf –) Nirm – Kogenbroich – Müllendorf – Süggerath Mühlenkamp – Geilenkirchen Bf)                                      |
| 495       | west      | Katzem – (Kleinbouslar ←) Lövenich – Baal Kirche – Baal Bf – Doveren – Hückelhoven – Schaufenberg – Ratheim – Krickelberg – Orsbeck Friedhof – Wassenberg                                                                                    |
| SB5       | west      | Schnellbus: Baal Bf – Doveren – Hückelhoven – Millich – Ratheim – Wassenberg – Wildenrath – Dalheim Bf |
| HÜ1       | west      | Hückelhoven → Schaufenberg → Hückelhoven → Hilfarth → Hückelhoven |
| HÜ2       | west      | Rurich – Baal Süd – Baal Bf – Doveren – Hückelhoven – Kleingladbach oder (Ratheim –) Millich – Schaufenberg (– Kleingladbach) |
| Disco-Bus | Rurtalbus | DiscoBus: nur in den Nächten Fr/Sa (kein AVV-Tarif) Jülich Neues Rathaus – Walramplatz – Koslar – Barmen – Abwz. Floßdorf – Rurdorf – Linnich Rathaus – Glimbach – Körrenzig – Rurich – Baal Bf – Abzw. Doverheide – Hückelhoven – Himmerich |

### Straßennetz
Mit dem überörtlichen Straßennetz ist Hückelhoven wie folgt verbunden: Autobahn A46 Heinsberg–Düsseldorf, mit zwei direkten Anschlüssen, Hückelhoven-Ost (Stadtzentrum) und Hückelhoven-West (Ratheim-Millich), sowie der Bundesstraße 57 Aachen-Rurich–Baal–Mönchengladbach–Krefeld.
Darüber hinaus besteht der Rurufer-Radweg, der die Eifel mit der niederländischen Grenze verbindet.
Durch Hückelhovens guter Lage liegt es in der Nähe vieler größere Städte, die durch diese guten Anbindungsmöglichkeiten auch schnell erreicht werden können:
- Hückelhoven – Aachen         40 km
- Hückelhoven – Köln       70 km
- Hückelhoven – Mönchengladbach 35 km
- Hückelhoven – Düsseldorf 50 km
- Hückelhoven – Roermond         25 km
- Hückelhoven – Sittard          32 km
- Hückelhoven – Maastricht       65 km

## Wirtschaft

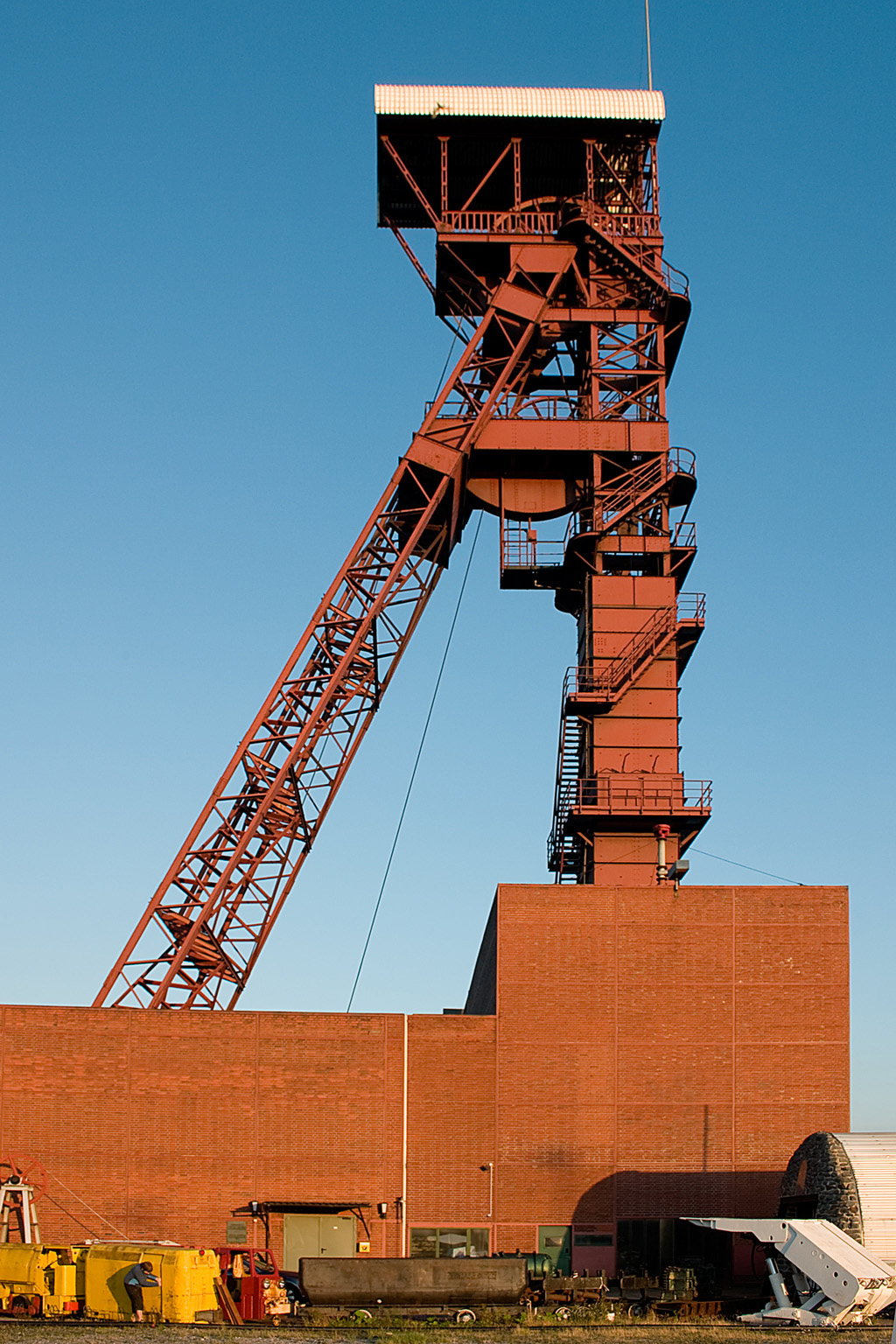
Fördergerüst Schacht 3

Seit den 1970er Jahren wurden die verschiedenen Ortsteile aus verschiedensten Gründen Opfer der sogenannten Zersiedelung: Wichtige Infrastruktur, wie die Bahnstrecke Jülich–Dalheim und verschiedene Kinos, ging verloren. Außerdem verlor die Geschäftswelt der traditionellen Zentren an Bedeutung, da die Konsumenten immer häufiger Hückelhoven (Zentrum) als Einkaufsstadt nutzten. Diese Entwicklung war derart extrem, dass heute (2009) im Dorfkern von Ratheim und in den meisten Nachbardörfern nicht einmal mehr ein Lebensmittelgeschäft vorhanden ist. Daher stehen nach den großen Projekten für die Einkaufswelt in der Hückelhovener Innenstadt nun wieder mehr die einzelnen Dorfzentren im Mittelpunkt der Stadt. So wurde in Ratheim das „Ratheim-Zentrum“ mit 2 Lebensmittelmärkten und diversen Einzelhandelsgeschäften eröffnet. Auch in Hilfarth wurde bereits (2014) ein ähnliches Zentrum gebaut. Hückelhoven ist mittlerweile eine der Einkaufsstädte des Kreises, da auf dem alten Zechengelände
ein OBI und ein Roller neu eröffnet, ein weiteres Fachmarktzentrum auf dem Gelände der Bergbauberufsschule gebaut und ein Dekathlon und eine kleine Arena in Planung sind.

### Ansässige Unternehmen
- das Distributionszentrum des TV-Versandhauses QVC im Ortsteil Baal
- der Schulbuchverlag Anadolu
- der West-HUB der Hermes-Logistikgruppe
- das Logistikzentrum des Haushaltswaren-Handelsunternehmens Wenko-Wenselaar
- die Low & Bonar ehemals Hammersteiner Kunststoffe bzw. Mehler HaKu, danach Mehler Texnologies, inzwischen Teil von Freudenberg Performance Materials; weltweit agierendes Unternehmen in der Herstellung von Planenstoffen und technischen Textilien für die Herstellung von Lkw-Planen, Gummibooten, Zelten und Markisen etc.
- die Granikos GmbH & Co KG E-Mail und Cloud Lösungen
- Restbetriebe der Zeche Sophia-Jacoba
- die SJ Brikett und Extrazitfabriken GmbH im Ortsteil Hückelhoven (bis zum 14. März 2008), der 90 m hohe Schornstein der Brikettfabrik wurde am 27. November 2008 gesprengt.
- das Fernwärmekraftwerk
- die RAG BILDUNG GmbH, Tochter der RAG Aktiengesellschaft
- die Bergberufsschule RAG BERUFSKOLLEG GmbH, Tochter der RAG Aktiengesellschaft (im September 2014 abgerissen)

Einige Überbleibsel, zum Beispiel ein Schornstein und die Brikettfabrik, sowie viele leere Kohleloren und ein Freiluft-Portalkran wurden von 2008 bis 2009 entfernt, um Platz für die Erweiterung des Hückelhoven-Centers zu schaffen.

## Öffentliche Einrichtungen
- Stadtbücherei Hückelhoven

## Bildung
- Gymnasium Hückelhoven
- Realschule der Stadt Hückelhoven Stadtteil Ratheim
- Hauptschule Hückelhoven In der Schlee
- Leonardo-da-Vinci Gesamtschule Ratheim
- Michael-Ende-Schule Ratheim (Grundschule)
- Grundschule Ratheim II (OGS Im Weidengrund)
- Johann-Holzapfel-Schule (GGS) Doveren
- Gemeinschaftsgrundschule „An der Burg“
- KGS Kleingladbach
- Fachseminar für Altenpflege (Institut für Pflege und Soziales gGmbH)
- Friedrich Honigmann Schule Schaufenberg (Grundschule)

## Persönlichkeiten
- Wilhelm Schnorrenberg (1795–1868), Pfarrer in Hückelhoven, er kaufte 1833 Haus Hückelhoven und schenkte das Gebäude 1867 dem Erzbistum Köln, wodurch es in den Besitz der Pfarrgemeinde kam
- Friedrich Honigmann (1841–1913), Gründer der Zeche Sophia-Jacoba
- Wilhelm Bäumker (1842–1905), Hymnologe und Pfarrer in Rurich
- Ernst Mokwa, Bergmann und SPD-Mitglied, wurde Ende 1943 vom NS-Regime verhaftet und 1944 im Lager Köln (in der Messehalle) umgebracht. Um die Erinnerung an ihn wachzuhalten, wurde die Hansberger Straße, wo er wohnte, in Mokwastraße umbenannt.
- Friedrich Dinstühler (1896–1945), Pfarrer an St. Lambertus in Hückelhoven, wurde am 18. Dezember 1944 von der Gestapo verhaftet und kam im Buchenwald-Außenlager Zwangsarbeitslager Ohrdruf ums Leben.[13] In Hückelhoven wurde eine Straße nach ihm benannt.
- Konrad Sieben, letzter Pächter von Haus Hückelhoven
- Hermann-Josef Mackenstein (1848–1924), lebte in Paris, Erfinder und Hersteller von Fotokameras (aus Doveren)
- Adam Josef Cüppers (1850–1936), Schriftsteller aus Doveren
- Adolf Freiherr Spies von Büllesheim (1929–2011), ehemaliger Bürgermeister der Stadt und Bundestagsabgeordneter von 1972 bis 1987
- Hubert Minkenberg (* 1955), Musiker und Professor für Musik und Neue Medien in Düsseldorf
- Friedhelm Waldhausen (* 1938), Mathematiker

### Söhne und Töchter der Stadt
- Jörg Beyel (* 1969), Fußballspieler (aus Brachelen)
- Beate Görtz (* 1969), Duathletin und Triathletin (aus Doveren)
- Rob Grabert (* 1964), niederländischer Volleyballspieler und Olympiasieger (aus Hilfarth)
- Thomas Jahn (* 1965), Drehbuchautor von Knockin’ on Heaven’s Door mit Til Schweiger (aus Hilfarth)
- Rainer Kalb (* 1954), Fußballjournalist und Fachbuchautor (aus Doveren)
- Rolf Kalb (* 1959), Sportjournalist, Fachbuchautor und TV-Kommentator (aus Doveren)
- Eddi Laumanns (* 1952), Motorsportjournalist, Pressefotograf und Fachbuchautor (aus Doveren)
- Jörg Lengersdorf (* 1973), Violinist und Rundfunkmoderator
- Hans Limburg (1933–2022), Bibliothekar (aus Millich)
- Paul Michael Lützeler (* 1943), deutsch-amerikanischer Literaturwissenschaftler, Professor an der Washington University in St. Louis (aus Doveren)
- Jörg Müller (* 1969), Automobilrennfahrer (aus Hückelhoven)
- Oliver Schmidt (* 1972), Journalist, Sportreporter und Fußballkommentator (aus Brachelen)
- Will Schwarz (1894–1946), expressionistischer Maler